# District de Panchmahal
Le district de Panchmahal  (gujarati : પંચમહાલ જિલ્લો) est un district de l'état du Gujarat en Inde.

## Géographie
Le district a une population de 2 390 776 habitants pour une superficie de 5 231 km2.